# Narvabugten
Narvabugten (estisk: Narva laht, russisk: Нарвский залив) er en bugt på den sydlige side af Finske Bugt, delt mellem Estland og Rusland. Kurgalskij-halvøen adskiller den fra Lugabugten mod øst. Bugten er omkring 40 km lang og 90 km bred ved mundingen. Den er op til 30 m dyb. Den østlige kyst er lav og sandet, hvorimod den sydlige kyst er ret stejl. Bugten er dækket af is fra december til marts. Narva-floden flyder ud i bugten nær byen Narva-Jõesuu.